# Jakten på himlens nyckel
Jakten på himlens nyckel är en svensk animerad film från 1997. Karl Gunnar Holmqvist regisserade, producerade, komponerade musiken och skrev manus. Som förlaga för filmen står den illustrerad berättelsen "Hönsritten" av Ivar Arosenius.

## Handling
Lucifer stjäl Himlens Nyckel från Sankte Per, och den 8-åriga flickan Lisa får tillsammans med det lilla (bajsnödiga) flygplanet Piper i uppdrag att skaffa tillbaka den.

## Rollista
- Lisa Wallert-Holmqvist - Lisa
- Urban Nilson - Sankte Per, Månen och Gud.
- Karl Gunnar Holmqvist - Piper, Lucifer, Lisas pappa, Lucifers hantlangare, småjäkeln och berättarröst.